# Anne-Victoire Dervieux
Anne-Victoire Dervieux, connue également sous les noms de Mademoiselle Dervieux et Anne-Victoire Belanger, est née à Paris le 15 août 1752 et morte à Auteuil le 15 février 1826. 
Elle est l'une des plus célèbres danseuses de la seconde moitié du XVIIIe siècle, courtisane et chanteuse d'opéra, maîtresse de Louis-François-Joseph de Bourbon-Conti, Charles X et de Louis XVIII.

## Biographie

### Origines et début de carrière
Anne-Victoire Dervieux est la fille d'une blanchisseuse à Paris.

### Débuts à l'Opéra de Paris
En 1765, à l’âge de treize ans, elle est engagée à l'Opéra de Paris, où elle est danseuse de ballet. Elle se fait remarquer dans Zénis et Almasie, un « ballet héroïque, sur un livret en un acte de Sébastien-Roch Nicolas dit Chamfort (1741 - 1794), représenté au château de Fontainebleau, le 2 novembre 1765 », redonné en septembre 1773 au château de Choisy : 

« Mlle Dervieux marque les plus grandes dispositions à la précision et au brillant de l'exécution. »

— Grégoire - Les Gloires de l'opéra

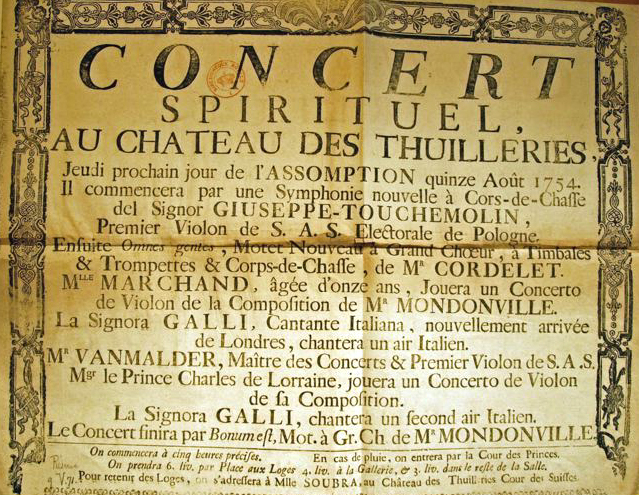
Affiche du Concert Spirituel du 15 août 1754.

### Carrière de chanteuse
Puis elle prend des cours afin de devenir chanteuse d'opéra,. Elle apprend à vocaliser, et elle est reçue au Concert Spirituel. Elle est remarquée dans le rôle de Colette dans une représentation du Devin du village de Jean-Jacques Rousseau à Chantilly, chez le prince de Condé. En 1772, elle remporte un triomphe dans Pygmalion.

### Vie de courtisane
Par ailleurs, elle connaît la gloire dans sa carrière parallèle en tant que courtisane. Elle est qualifiée de rivale de Madeleine Guimard. Parmi ses clients se trouvent Louis François Joseph, prince de Conti et les frères de Louis XVI, le comte d'Artois, et le comte de Provence ; elle a également partagé son client Charles, prince de Soubise avec Madeleine Guimard. Mademoiselle Dervieux, ainsi que Madeleine Guimard, étaient des célébrités de leur temps et étaient souvent évoquées dans la presse à scandale.

### Résidence et vie personnelle
Elle devient également célèbre pour sa résidence extravagante, un palais qu'elle a fait construire rue Chantereine à Paris, regorgeant de précieuses collections d'art,. Le bâtiment est conçu à l'origine par l'architecte Alexandre-Théodore Brongniart, puis réaménagé par l'architecte François-Joseph Bélanger,. Elle finit par épouser Bélanger en 1794 et se retire de sa carrière de scénographe ainsi que de sa carrière de courtisane. Elle adopte une fille à cette époque. 

### Période de la Terreur
Elle est emprisonnée en vertu de la loi des suspects en 1793 pendant la période de la Terreur de la Révolution française sous Robespierre, mais elle évite l'exécution. 

### Fin de vie et décès
Anne-Victoire Dervieux est morte à Paris en 1829,. Elle est enterrée au cimetière du Père-Lachaise 11e division (sépulture Bellanger).